# Terminus Iéna
Terminus Iéna est le seizième roman policier de Jean Amila paru dans la collection Série noire avec le numéro 1559 en 1973.

## Résumé
Un cadavre est repêché au pont d’Austerlitz. La police pense avoir retrouvé le corps de Charles Evariste Stern, un acteur disparu depuis trois mois. Mais sa femme refuse de reconnaître le corps. Selon elle, son mari devrait être dans la plaine champenoise sur le tournage d’un film tiré du roman d’Honoré de Balzac, Une ténébreuse affaire.
L’inspecteur Édouard Magne, dit Géronimo, se rend sur le lieu du tournage et interroge Giberne, le réalisateur, et Keth, la régisseuse. Sur place, il s’aperçoit de la présence d’allemands de RDA chargé officiellement de superviser le tournage du film.
D’après Keth, le Stern recherché ne serait pas Stern, mais un sosie…

## Éditions
Le roman est publié dans la Série noire avec le numéro 1559 en 1973. Il est réédité avec le numéro 571 dans la collection Carré noir en 1986.

## Autour du livre
C’est la troisième et dernière apparition de l’inspecteur Édouard Magne, dit Doudou, dit Géronimo.

## Sources
- Polar revue trimestrielle no 16, octobre 1995
- Claude Mesplède, Les Années Série noire vol.4 (1972-1982), page 43-44, Encrage « Travaux » no 25, 1995
- Jean Amila et Géronimo